# Torsjön (Veddige socken, Halland)
Torsjön är en sjö i Varbergs kommun i Halland och ingår i Viskans huvudavrinningsområde.